# 艾爾·喬遜

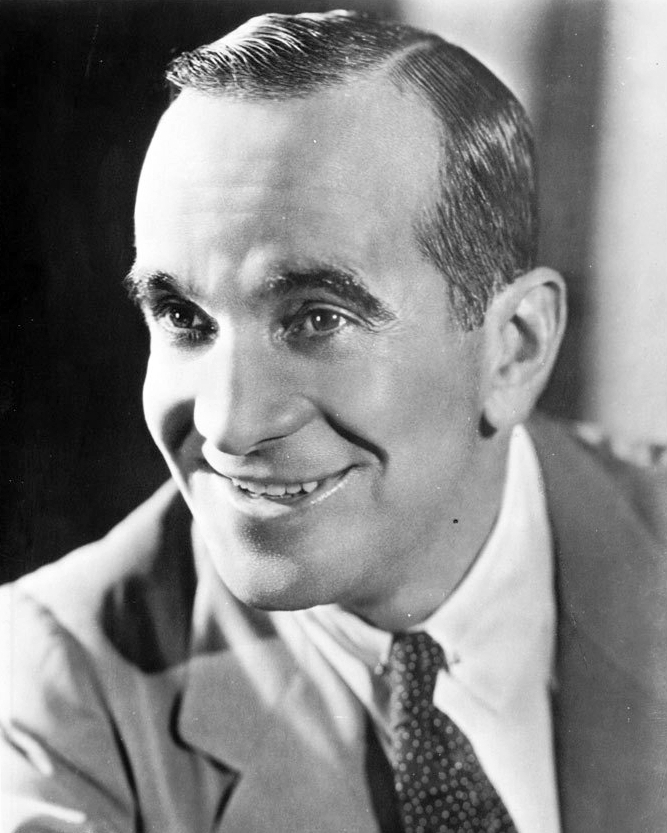
摄于1920年代中期

艾爾·喬遜（英語：Al Jolson，1886年5月26日—1950年10月23日），美國歌手，喜劇演員，擁有猶太人血統。在他的鼎盛時期，艾爾·喬遜被人稱為“世界上最偉大的藝人”。

## 扩展阅读
- Young, Jordan R. . Beverly Hills: Past Times Publishing. 1999. ISBN 0-940410-37-0.